# تريفور بايلز
تريفور غراهام بايلز (بالإنجليزية: Trevor Baylis)‏، حاصل على رتبة الإمبراطورية البريطانية، (13 مايو 1937 - 5 مارس 2018) كان مخترعًا إنجليزيًا اشتُهر باختراعه راديو الرياح. فبدلًا من اعتماد الراديو على البطاريات أو مصدر كهربائي خارجي، يُشحن يدويًا عن طريق تدوير المرفق من قبل المستخدم. يخزن هذا الراديو الطاقة في النابض ما يؤدي بعد ذلك إلى تشغيل مولد كهربائي. اخترعها بايلز استجابة للحاجة إلى إيصال المعلومات عن الإيدز إلى «شعوب أفريقيا». أدار شركة باسمه مكرسة لمساعدة المخترعين على تطوير وحماية أفكارهم وإيجاد طريق إلى السوق.

## نشأته
ولد بايلز في 13 مايو 1937 للفنانة غلاديس جين براون وزوجها سيسيل أرشيبالد والتر بايلز، الذي عمل مهندسًا في كيلبورن، لندن. نشأ في ساوثهول، ميدلسكس، وارتداد مدرسة نورث الابتدائية ومدرسة دورمرز ويلز الثانوية الحديثة.
كانت وظيفته الأولى في مختبر ميكانيكًا للتربة في ساوثهول حيث مكنه ترتيب التفريغ النهاري من دراسة الهندسة الميكانيكية والإنشائية في كلية تقنية محلية.
كان سباحًا ماهرًا، سبح لبريطانيا العظمى في سن الخامسة عشرة. فشل بفارق ضئيل في التأهل لدورة الألعاب الأولمبية الصيفية لعام 1956. في عام 1959، بدأ بايلز خدمته الوطنية كمدرب للتدريب البدني مع كتيبة  ساسكس الملكية وسبح للجيش والخدمات الإمبراطورية خلال هذا الوقت. عندما غادر الجيش حصل على وظيفة في بيورلي بولز،  وهي الشركة التي صنعت أول حمامات سباحة مستقلة. في البداية كان يعمل في دور المبيعات، لكنه تحول فيما بعد إلى البحث والتطوير.
مكنته مهاراته في السباحة من إظهار المسابح وجذب الحشود إلى العروض، ما أدى إلى تأسيس شركته الخاصة للعرض المائي باعتباره سباح محترف، وكان مؤديًا للمشاهد الخطيرة، وفنانًا ترفيهيًا، وكان يقوم بالغطس من ارتفاع عال في خزان ذو جانب زجاجي. من خلال المال المكتسب من أداءه كفنانًا في الهروب تحت الماء في سيرك برلين، أسس شركة حمامات سباحة شوتلاين ستيل، وهي شركة تزود المدارس بحمامات السباحة.

## حياته الشخصية
لسنوات عديدة، عاش بايلز في جزيرة إيل باي على نهر التمز. حضر بانتظام عروض موسيقى الجاز في فندق جزيرة إيل باي. كان مدخنًا للغليون، وفي عام 1999، حصل على جائزة مدخن الغليون للعام من مجلس مدخني الغليون البريطانيين. في مارس 2010، ذكر بايلز أنه تعرض للتحرش الجنسي عندما كان في سن الخامسة من قبل أحد كهنة كنيسة إنجلترا. غُطي هذا الأمر أيضًا في سيرته الذاتية لعام 1999، وراء هذا (كلوك ذيس).
في عام 2013، أُبلغ عن أن بايلز كان يعاني من صعوبات مالية وكان يعيش في فقر نسبي، بعد أن كسب القليل من المال من التسويق لابتكار تأمين الطاقة بالرياح، بعد أن فقد السيطرة القانونية على المنتج بعد إعادة هندسته من قبل شركائه في الشركات، وكان يعتمد على دخل صغير كمتحدث تحفيزي بعد العشاء.
توفي في 5 مارس 2018 عن عمر يناهز 80 عامًا بعد سقوطه في الحمام في جزيرة إيل باي، بعد أن أصيب بداء كرون في سنواته الأخيرة. بعد وفاته كان غير متزوج وليس لديه أقارب. أُقيمت جنازته في محرقة مورتليك في 13 مارس 2018، حيث حُرقت جثته في تابوت جديد صُمم على شكل راديو الرياح الذي اخترعه.